# فاطما ایشیک
فاطما ایشیک (انگلیسی: Fatma Işık؛ زادهٔ ۲۰ آوریل ۱۹۹۱) بازیکن فوتبال اهل ترکیه است.
وی همچنین در تیم ملی فوتبال زنان ترکیه بازی کرده‌است.